# Liemakjávrre
Liemakjávrre, enligt tidigare ortografi Liemakjauratj, är en sjö i Jokkmokks kommun i Lappland och ingår i Luleälvens huvudavrinningsområde. Sjön har en area på 0,663 kvadratkilometer och ligger 927 meter över havet. Liemakjávrre ligger i Padjelanta Natura 2000-område.

## Delavrinningsområde
Liemakjávrre ingår i det delavrinningsområde (746918-155209) som SMHI kallar för Utloppet av Liemakjauratj. Medelhöjden är 970 meter över havet och ytan är 4,57 kvadratkilometer. Det finns inga avrinningsområden uppströms utan avrinningsområdet är högsta punkten. Vattendraget som avvattnar avrinningsområdet har biflödesordning 6, vilket innebär att vattnet flödar genom totalt 6 vattendrag (Rissájåhkå, Alep Sarvesjåhkå, Miellädno, Vuojatädno, Stora Luleälv, Luleälven) innan det når havet efter 464 kilometer. Avrinningsområdet består mestadels av kalfjäll (86 procent). Avrinningsområdet har 0,66 kvadratkilometer vattenytor vilket ger det en sjöprocent på 14,5 procent.